# Gar Byiel Saw
Gar Byiel Saw (ur. 9 lutego 1990) – birmański zapaśnik w stylu wolnym.
Brązowy medalista igrzysk Azji Południowo-Wschodniej w 2013 roku.